# 安吉爾 (倫敦)
安吉爾（Angel）是英國倫敦市中心北部的一個地區，位於查令十字東北2英里（3.2）處。安吉爾是倫敦計劃中規劃的大倫敦地區的35個中心之一。安吉爾是一個商業和零售中心。在行政區劃上，安吉爾屬於伊斯林頓倫敦自治市。